# 月影
月影（学名：Echeveria elegans）是景天科，拟石莲花属的一种植物，原产于墨西哥的山区。这是一种多汁的多年生常绿植物；高度可生长至5-10厘米，群生株幅达50-100厘米；叶片为肉质浅蓝绿色，边缘透明，长5-7.5厘米；冬天和春天开粉红色的花朵，花尖黄色。
它不能在温度低于7°C的环境生存，在温带地区被种植在玻璃暖房。它曾获得英国皇家园艺学会花园优异奖。
和其他同属植物一样，春天会生出新的植株，和母体分离后可单独生长。